# Seasons of a Life
Seasons of a Life (en català, Temporades d'una vida) és una pel·lícula de drama legal de Malawi, realitzada l'any 2010, dirigida per Shemu Joyah i produïda per FirstDawn Arts. La pel·lícula és protagonitzada per Bennie Msuku en el paper principal juntament amb Neria Chikhosi, Flora Suya i Tapiwa Gwaza van fer papers secundaris.
Aquest drama legal es va centrar en una treballadora domèstica abusada sexualment pel seu empresari que lluita per empoderar-se i millorar la seva vida. La pel·lícula es va estrenar al Festival Internacional de Cinema de Göteborg a Suècia el 31 de gener de 2010. La pel·lícula també ha estat nominada a premis als festivals de cinema de Kenya, El Caire i Zanzíbar. Va ser nominat en 8 categories als 6th Africa Movie Academy Awards, incloses les nominacions a Millor guió i Millor banda sonora original. L'actriu Tapiwa Gwaza va guanyar un premi Nollywood a la millor interpretació d'una actriu secundària.

## Repartiment
- Bennie Msuku com a Kondani
- Neria Chikhosi com a Thoko
- Flora Suya com a Sungisa
- Tapiwa Gwaza com a Tabitha